# Illeana Douglas

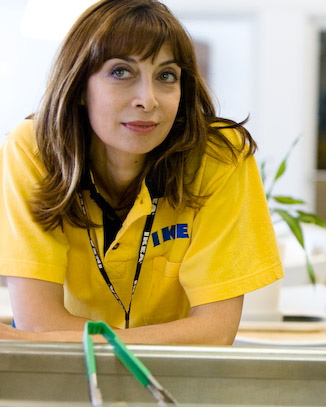
Illeana Douglas 2012

Illeana Douglas (* 25. Juli 1965 in Quincy, Massachusetts, als Illeana Hesselberg) ist eine US-amerikanische Schauspielerin.

## Biografie
Illeana Douglas, Enkelin des Schauspielers Melvyn Douglas, studierte Schauspiel am New Yorker Neighborhood Playhouse. Sie debütierte in einer Nebenrolle in der Komödie Hello again – Zurück aus dem Jenseits im Jahr 1987.
Douglas wurde 1996 für ihre Rolle in der Komödie To Die For, in der sie an der Seite von Nicole Kidman spielte, für den Saturn Award sowie für den Chlotrudis Award nominiert. Für ihre Rolle in der Fernsehserie Action gewann sie 2000 den Golden Satellite Award. Im gleichen Jahr erhielt sie für die Rolle im Filmdrama Message in a Bottle, in dem sie neben Kevin Costner spielte, eine Nominierung für den Blockbuster Entertainment Award. Für ihren Auftritt im Jahr 2001 in der Fernsehserie Six Feet Under – Gestorben wird immer wurde sie 2002 für den Emmy Award nominiert.
Von 1989 bis 1997 war Douglas mit dem Regisseur Martin Scorsese liiert, der sie in mehreren seiner Filme wie z. B. Kap der Angst besetzte.
Nach der Trennung heiratete sie 1998 den Filmproduzenten Jonathan Axelrod. Die Ehe wurde 2001 geschieden.

## Filmografie (Auswahl)
- 1987: Hello again – Zurück aus dem Jenseits (Hello Again)
- 1988: Die letzte Versuchung Christi (The Last Temptation of Christ, Stimme)
- 1990: GoodFellas – Drei Jahrzehnte in der Mafia (Goodfellas)
- 1991: Kap der Angst (Cape Fear)
- 1991: Schuldig bei Verdacht (Guilty by Suspicion)
- 1993: Überleben! (Alive)
- 1994: Quiz Show
- 1995: To Die For
- 1995: The Moviemaker (Search And Destroy)
- 1995: Ein Single kommt immer allein (The Single Guy, Fernsehserie, eine Folge)
- 1996: Grace of My Heart
- 1997: Der gebuchte Mann (Picture Perfect)
- 1998: The Thin Pink Line
- 1999: Meyer Lansky – Amerikanisches Roulette (Lansky, Fernsehfilm)
- 1999: Message in a Bottle – Der Beginn einer großen Liebe (Message in a Bottle)
- 1999: Echoes – Stimmen aus der Zwischenwelt (Stir of Echoes)
- 1999: Happy, Texas
- 1999–2000: Action (Fernsehserie, 13 Folgen)
- 2000: Ein Freund zum Verlieben (The Next Best Thing)
- 2001: Ghost World
- 2002: The New Guy (alternativ: The New Guy – Auf die ganz coole Tour)
- 2002: Dummy
- 2002: Pluto Nash – Im Kampf gegen die Mondmafia (The Adventures of Pluto Nash)
- 2006: Factory Girl
- 2006–2007: Shark (Fernsehserie, eine Folge)
- 2008: Das Jahr, in dem wir uns kennen lernten (The Year of Getting to Know Us)
- 2008: Otis
- 2008: Criminal Intent – Verbrechen im Visier (Law & Order: Criminal Intent, Fernsehserie, eine Folge)
- 2009: Amok – Columbine School Massacre (April Showers)
- 2009: Life Is Hot in Cracktown
- 2009: Triumph of Spärhusen (Kurzfilm)
- 2009–2011: Easy to Assemble (Fernsehserie, zwölf Folgen)
- 2010: Spärhusen Plays The Egyptian (Kurzfilm)
- 2010: Suite 7 (Fernsehserie, eine Folge)
- 2010–2011: The Temp Life (Fernsehserie, fünf Folgen)
- 2011: The Cape (Fernsehserie, zwei Folgen)
- 2011: Chaos (Fernsehserie, eine Folge)
- 2011: Entourage (Fernsehserie, zwei Folgen)
- 2011: 4 Wedding Planners
- 2015: Return to Sender – Das falsche Opfer (Return to Sender)
- 2015: Mega Shark vs. Kolossus